# Cá mú vân sóng
Cá mú vân sóng, danh pháp là Cephalopholis formosa, là một loài cá biển thuộc chi Cephalopholis trong họ Cá mú. Loài này được mô tả lần đầu tiên vào năm 1812.

## Từ nguyên
Tính từ định danh formosa trong tiếng Latinh có nghĩa là "xinh đẹp", hàm ý có lẽ đề cập đến các vân sọc màu xanh lam trên thân loài cá này.

## Phạm vi phân bố và môi trường sống
Từ Lakshadweep vá bờ biển Ấn Độ, cá mú vân sóng trải dài về phía đông đến vùng biển các nước Đông Nam Á, ngược lên phía bắc đến Nam Nhật Bản, giới hạn phía nam đến bờ bắc Tây Úc.
Sự xuất hiện của cá mú vân sóng đã được ghi nhận ở vịnh Ba Tư, tuy nhiên báo cáo này lại không có hình chụp mẫu vật. Trong danh mục các loài cá mú của Parenti và Randall (2020) thì không thấy đề cập đến vùng biển này trong khu vực phân bố của cá mú vân sóng. Các tác giả cũng lưu ý rằng, cá mú vân sóng thường bị nhầm lẫn với cá mú than (C. boenak).
Ở Việt Nam, cá mú vân sóng được ghi nhận tại quần đảo Hoàng Sa; hòn Mê (Thanh Hóa); Đà Nẵng; vịnh Vân Phong (Khánh Hòa) và quần đảo An Thới (Kiên Giang).
Cá mú vân sóng sống trên các rạn viền bờ có nền đáy bùn hoặc san hô chết ở độ sâu đến ít nhất là 30 m.

## Mô tả
Chiều dài cơ thể lớn nhất được ghi nhận ở cá mú vân sóng là 34 cm. Thân có màu nâu sẫm hoặc vàng nâu với các vân sọc màu xanh lam khắp cơ thể và các vây. Vùng mõm, ngực và cằm có nhiều chấm xanh cùng màu. Ngay góc nắp mang có một đốm đen lớn. Vây đuôi bo tròn.
Số gai ở vây lưng: 9; Số tia vây ở vây lưng: 15–17; Số gai ở vây hậu môn: 3; Số tia vây ở vây hậu môn: 7–8; Số tia vây ở vây ngực: 16–18; Số vảy đường bên: 47–51.

## Lai tạp
Trong hai lần vào năm 2014 và 2020, người ta nhìn thấy những con cá mú có kiểu hình bất thường ở Djibouti. Qua quan sát thực địa, những con cá mú kể trên có kiểu hình tương đồng với cá mú vân sóng, tuy nhiên lại mang thêm một số đặc điểm của Cephalopholis oligosticta (như vây đuôi và vây lưng có thêm đốm xanh, vệt sọc xanh trên mõm ngay trước mắt).
Cá mú vân sóng chưa từng được ghi nhận ở khu vực Biển Đỏ trước đó, nên có hai giả thuyết được đặt ra: cá mú vân sóng thực sự có mặt ở Biển Đỏ nhưng hiếm thấy, đã tạp giao với C. oligosticta (loài đặc hữu của Biển Đỏ), hoặc cả hai loài này đã lang thang đến một vị trí nào đó trong biển Ả Rập và tạp giao với nhau, cá bột sau đó theo hải lưu mà trôi dạt đến Djibouti.

## Thương mại
Do kích thước nhỏ mà cá mú vân sóng không phải loài được nhắm mục tiêu trong ngành ngư nghiệp, thường chỉ được đánh bắt thủ công. Ở Ấn Độ, cá mú vân sóng lại là loài cá thực phẩm và cá cảnh có giá trị cao trong thương mại.